# Angels in America - Fantasia gay su temi nazionali
Angels in America - Fantasia gay su temi nazionali (Angels in America: A Gay Fantasia on National Themes) è un'opera teatrale in due parti del drammaturgo statunitense Tony Kushner. La prima parte, Il millennio si avvicina (Millennium Approaches) debuttò a San Francisco nel 1991, mentre la seconda, Perestroika (Perestroika; dal russo, "ricostruzione") andò in scena per la prima volta a Los Angeles nel 1992. Accolta da critica e pubblico come uno dei drammi più significativi del XX secolo, Angels in America ha vinto il prestigioso Premio Pulitzer per la drammaturgia nel 1993 e ciascuna delle due parti ha vinto il Tony Award alla miglior opera teatrale nel 1993 e nel 1994. Le due parti, solitamente allestite in repertorio, sono autonome e possono essere viste separatamente o come un'unica lunga esperienza teatrale dalla durata di circa sette ore.
Nel 2003 HBO ha prodotto un adattamento televisivo dell'opera, sotto forme di miniserie, diretto da Mike Nichols e interpretato da un cast all-star che comprendeva Meryl Streep, Al Pacino, Emma Thompson, Mary-Louise Parker e Patrick Wilson. La miniserie televisiva ha ottenuto, tra i vari riconoscimenti, undici Premi Emmy e cinque Golden Globe.

## Trama

### Il millennio si avvicina

#### Primo Atto
New York, 1985. La vita di due coppie si intrecciano: Louis Ironson e Prior Walter, e i mormoni Joe e Harper. Dopo il funerale della nonna di Louis, Prior confessa al compagno di avere l’AIDS; inizialmente l’uomo non reagisce bene alla notizia della malattia dell’amato, ma decide di restare e occuparsi di Prior. Il prestigioso e crudele avvocato Roy Cohen, intanto, offre a Joe un posto nel dipartimento di Giustizia degli Stati Uniti d'America, ma Joe non può accettare perché la moglie Harper, agorafobica e dipendente da valium, si rifiuta di lasciare New York. Qualche giorno dopo, Joe incontra Louis nel bagno del tribunale, mentre piange disperato per la malattia del fidanzato; anche Prior e Harper si incontrano misteriosamente, in quello che per l’uomo è un sogno e per la donna un’allucinazione indotta da un’eccessiva quantità di valium. Harper, con i poteri soprannaturali conferitigli dalla bizzarra situazione, rivela a Prior che c’è una parte profonda in lui non intaccata dalla malattia, mentre Prior dice ad Harper che Joe è segretamente gay. Al suo risveglio, Harper confronta il marito sull’argomento, ma Joe nega tutto e dice che, anche qualora nel suo animo fosse omosessuale, quello che importa davvero è il modo corretto ed etero con cui conduce la propria vita. Anche Roy Cohen riceve importanti notizie: il medico Harry gli diagnostica l’AIDS, ma Cohen rigetta la diagnosi perché quella è una malattia da omosessuale e lui, pur andando a letto con diversi uomini, non si ritiene tale. Dice quindi al medico che lui non soffre di AIDS, ma di cancro al fegato; Harry, seppur disgustato dal suo influente paziente, gli consiglia di chiamare tutti i suoi contatti altolocati per avere accesso a cure sperimentali per l’AIDS.

#### Secondo Atto
Dopo una crisi notturna particolarmente brutta, Louis fa ricoverare Prior e lascia il capezzale del compagno per andare in cerca di sesso a Central Park. Fortunatamente, Prior può contare sul grande amico ed ex drag queen Belize, che viene a fargli visita; Prior rivela all’amico di aver sentito una voce misteriosa confortarlo, ma Belize non dà peso all’accaduta ed imputa l’allucinazione ai farmaci. Louis e Joe, intanto, hanno cominciato a frequentarsi fuori dal lavoro e l’avvocato fatica a tenere nascosta la propria vera sessualità a Louis, anche perché tra i due si instaura un certo feeling. Una notte Joe telefona ubriaco alla madre da Central Park e le confessa di essere gay. La madre, Hannah, svegliata bruscamente nel cuore della notte a Salt Lake City ordina al figlio di non essere ridicolo e di tornarsene a casa dalla moglie. Tornato a casa, Joe confessa la verità ad Harper che, pura avendo già dei sospetti, non prende bene la notizie e si mette a urlare finché il marito non scappa di casa. Anche Louis e Prior sono in una brutta situazione, dato che Louis si è appena recato in ospedale per lasciare il compagno malato. Il giorno dopo Hannah contatta l’agente immobiliare Ella Chapter per vendere la casa e trasferirsi a New York.

#### Terzo Atto
Prior viene svegliato nel cuore della notte dall’apparizione di due antenati che gli annunciano un’imminente visita del messaggero. Tormentato dalle visioni e con il cuore spezzato per l’abbandono di Louis, Prior si dispera. Joe intanto si reca a casa di Roy per declinare l’offerta di lavoro e Cohen esplode, scagliandosi contro Joe, chiamandolo “finocchio” e rivelandogli quello che considera il suo più grande successo: aver fatto finire Ethel Rosenberg sulla sedia elettrica attuando pratiche illegali durante il celebre processo. Joe lascia la casa di Roy, ferito dalla mancanza di etica di quello che considerava il suo mentore, e Cohen collassa al suolo, in preda alla malattia. Il fantasma di Ethel Rosenberg appare per vegliare sugli ultimi giorni del suo nemico e chiama un’ambulanza. Joe, confuso e solo, si reca al parco in cerca di uomini e qui incontra Louis ed accetta di andare a casa con lui. Prior si sveglia dal suo sonno febbrile quando i due antenati tornano a visitarlo e riceve anche l’apparizione di Louis, con cui danza sulle note di "Moon River". Quando anche la visione di Louis scompare, Prior rimane sconvolto dal peso della propria solitudine. Ma, prima di potersi addormentare, un angelo sfonda il soffitto ed entra nella sua camera da letto, lo chiama “profeta” e annuncia che la grande opera ha inizio.

### Perestroika

#### Primo Atto
Harper fantastica di essere in Antartide con il suo agente turistico immaginario, il Signor Bugia, ed abbatte un albero per accendersi un fuoco. Sfortunatamente si tratta solo di Prospect Park a Brooklyn e viene arrestate per atti vandalici. Louis e Joe intanto sono arrivati a casa del primo e fanno sesso. Hannah, appena arrivata a casa del figlio da Salt Lake City, riceve la telefonata della polizia e va a pagare la cauzione della nuora. Roy viene ricoverato nel reparto in cui lavora Belize che, nonostante il disprezzo per l’uomo e gli insulti razziali che il malato gli rivolge, dà a Cohen degli utili consigli sulle medicazioni. Alcuni giorni dopo va al funerale di una drag queen morta di AIDS con Prior e l’amico gli rivela del suo incontro con l’Angelo. Dopo essere apparso nella sua camera da letto, l’Angelo ha consegnato a Prior un libro profetico e gli ha raccontato che Dio, spaventato dalle tendenze migratorie degli esseri umani, ha lasciato il paradiso il giorno del Terremoto di San Francisco del 1906, lasciando soli e abbandonati gli Angeli. Per far tornare Dio, Prior deve convincere gli esseri umani a smettere di muoversi e migrare, così forse gli Angeli smetteranno di sentirsi così soli. Belize è a dir poco scettico dal racconto di Prior e gli fa notare delle somiglianze tra la sua storia e quella dell’Angelo: entrambi sono stati abbandonati dall’uomo che amano e ne soffrono terribilmente. Louis telefona a Prior e gli chiede di incontrarlo; Joe intanto si è innamorato di Louis e, mentre passeggiano a Fire Island, gli rivela i propri sentimenti e rinuncia al mormonismo per lui.

#### Secondo Atto
Roy, sempre in ospedale e sempre più malato, viene a sapere che è iniziata un’inchiesta per farlo rimuovere dall’albo degli avvocati e dà la sua benedizione a Joe che viene a trovarlo. Il suo affetto si trasforma in rabbia quando Joe gli confessa di aver lasciato la moglie per un uomo con cui convive da un mese e ordina al suo protégée di tornare immediatamente da Harper; Ethel Rosenberg resta a vegliare su Roy. Harper trascorre le sue giornate nel diorama del Centro Visitatori Mormone in cui Hannah lavora come volontaria. Una mattina Prior si reca al Centro e incontra Harper nella sala del diorama, dov’è venuto a fare ricerche sugli angeli. Harper e Prior diventano amici e guardano lo spettacolo di pupazzi sul viaggio dei mormoni: il “Papà” della famiglia di burattini è Joe e viene improvvisamente interrotto dall’arrivo di Louis, che mette in dubbio le basi del mormonismo. Prior è sconvolto dall’apparizione di Louis e fugge, lasciando Harper sola con la “Mamma” del diorama, che le parla di amore e perdita. Prior e Louis si incontrano, Louis si scusa profusamente, ma Prior dice di non volerlo più vedere finché non potrà mostrargli prove fisiche del suo pentimento. Dopo aver lasciato Louis, Prior incontra Hannah e le parla aspramente del figlio. Lo stress a cui si sottopone nonostante la sua fragile condizione fa collassare Prior e Hannah (la cui fede la rende sospettosa degli omosessuali) decide di portarlo in ospedale. Qui, gli fa compagnia e gli dice che un angelo è solo un’idea, che Prior può respingere se quello che l’angelo rappresenta non gli interessa. Belize incontra Louis e gli racconta che il suo amato Joe è il braccio destro di Cohen; Louis è sconvolto, torna a casa e affronta Joe, i due litigano, Joe lo colpisce e Louis lo lascia per sempre. Roy, vicinissimo alla morte, riceve da Ethel la notizia della propria cancellazione dell’albo; facendo finta che la malattia gli abbia fatto perdere la ragione, Roy comincia a parlare come un bambino, finge di scambiare Ethel per la madre e la supplica di cantargli una ninnananna. Ethel, sorpresa e, suo malgrado, commossa, accetta, solo per scoprire che Roy la stava prendendo in giro per togliersi la soddisfazione di “far cantare” Ethel (che a processo non confessò mai). Dopo essersi preso un’ultima rivincita, Roy muore.

#### Terzo Atto
L’Angelo compare nella camera di Prior, terrorizzando Hannah e il profeta. Seguendo i precedenti biblici, Prior lotta con l’Angelo e, alla fine, la sconfigge. Si guadagna quindi il privilegio di andare in paradiso e riconsegnare il libro, abbandonando quindi la missione impostagli dagli Angeli. Intanto Belize ha fatto venire Louis nella camera di Roy e, con il suo aiuto, ruba la scorta personale di Cohen di farmaci sperimentali per l’AIDS; dopo aver preso i farmaci per i loro amici malati, Belize chiede a Louis di recitare il Kaddish per Roy, un uomo orrendo che ha sofferto terribilmente. Louis non si ricorda le parole ed Ethel gliele suggerisce. Intanto Prior è arrivato in Paradiso, dove incontra Harper (ancora una volta vittima di allucinazioni per l’eccesso di valium). Mentre Prior si prepara a incontrare gli Angeli ed Harper sta per tornare sulla Terra, la donna rivela all’amico il segreto della vita sulla terra: il dolore e la perdita spingono gli uomini a migrare, a evolversi, a migliorare. Mentre gli Angeli dei sette continenti affrontano il disastro di Černobyl', Prior riconsegna il libro e chiede agli angeli più vita: anche se miserabile e segnata dalle sofferenze, la vita è l’unico dono a cui gli uomini tengano e la bramano anche nelle condizioni più disperate. Gli Angeli sciolgono Prior dalla sua missione e, in segreto, lo benedicono. Prior si risveglia nella camera d’ospedale, circondato da Harper, Belize e Louis, sollevati che abbia superato la notte. Louis gli chiede di rimettersi insieme ma Prior, anche se ancora innamorato, rifiuta. Harper intanto lascia Joe, si fa dare la sua carta di credito e, superando la paura del buco nell’ozono e degli aerei, parte da New York alla volta di San Francisco, per cominciare una nuova vita.

#### Epilogo
Gennaio 1990. Sono passati cinque anni e la malattia ha visibilmente sfiancato Prior. Hannah, Prior, Louis e Belize si recano sotto la statua dell’angelo di Betzaeta a Central Park, dove discutono di politica. Prior si allontana dagli amici e si rivolge direttamente al pubblico: dopo averlo benedetto, augura loro più vita e annuncia che la grande opera ha inizio.

## Personaggi
L'opera prevede otto attori, alcuni dei quali con più ruoli. Lo stesso Kushner ha indicato che alcuni attori debbano interpretare ruoli del sesso opposto.
Ci sono otto personaggi principali:
- Prior Walter - trentenne gay malato di AIDS. Durante tutta l'opera vive l'esperienza di diverse visioni e incontri sovrannaturali.
- Louis Ironson - il fidanzato di Prior; incapace di affrontarne la malattia, lo abbandona sul letto d'ospedale.
- Harper Pitt - casalinga Mormone, nevrotica e con incessanti allucinazioni indotte da un abuso di Valium. Dopo una rivelazione avuto da Prior in sogno, scopre che suo marito è gay.
- Joe Pitt - avvocato Repubblicano e Mormone, marito di Harper. Segretamente omosessuale, lavora per Roy Cohn. Abbandona sua moglie per intraprendere una relazione con Louis. Lotta con la sua identità sessuale per tutta l'opera.
- Roy Cohn - avvocato maccartista e senza scrupoli, segretamente gay. Si ammala di AIDS ma insiste a spacciarlo per cancro al fegato, per paura di essere etichettato come omosessuale.
- Hannah Pitt - la madre di Joe. Si trasferisce a New York dopo che suo figlio, ubriaco, le rivela al telefono la propria omosessualità. Arrivata a Brooklyn scopre che Joe ha abbandonato la moglie, di cui decide di prendersi cura.
- Belize - infermiere di colore, dichiaratamente gay e con un passato da drag queen, è il miglior amico ed ex amante di Prior.
- L'Angelo - un messaggero che fa più volte visita a Prior, sconvolgendone l'esistenza e la psiche.

I ruoli secondari sono interpretati dagli stessi otto attori che interpretano personaggi principali. Essi sono:
- Ethel Rosenberg (fantasma) - una donna ebrea americana ma di origini russe giustiziata con l'accusa di essere una spia comunista. Perseguita Roy, principale responsabile della sua ingiusta condanna, godendo delle sue sventure. Il ruolo è ricoperto dall'attrice che interpreta Hannah.
- Rabbino Isidor Chemelwitz - l'anziano rabbino della casa di riposo del Bronx che celebra il funerale della nonna di Louis. Interpretato dall'attrice che interpreta Hannah.
- Signor Bugia (Mr. Lies) - un agente di viaggi e allucinazione di Harper. Interpretato dall'attore che interpreta Belize.
- Emily - l'infermiera di Prior. Interpretata dall'attrice che interpreta l'Angelo.
- Henry - il medico che diagnostica l'AIDS a Roy. Interpretato dall'attrice che interpreta Hannah.
- Martin Heller - membro dell'amministrazione Reagan e sgherro di Roy. Interpretato dall'attrice che interpreta Harper.
- L'Uomo nel Parco - un dominatore che Louis incontra a Central Park. Interpretato dall'attore che interpreta Prior.
- Sorella Ella Chapter - agente immobiliare e amica di Hannah a Salt Lake City. Interpretata dall'attrice che interpreta l'Angelo.
- Prior 1 - antenato di Prior, contadino dello Yorkshire del XIII secolo, morto di peste. Interpretato dall'attore che interpreta Joe.
- Prior 2 - antenato di Prior, aristocratico londinese del XVII secolo, morto di tifo. Interpretato dall'attore che interpreta Roy.
- Senzatetto - una senzatetto pazza del Bronx che dà ad Hannah le indicazioni per il centro mormone. Interpretata dall'attrice che interpreta l'Angelo.
- L'eschimese - una visione che ha Harper in Antartide. Interpretato dall'attore che interpreta Joe.
- Aleksii Antedilluvianovich Prelapsarianov - il più vecchio bolscevico vivente, introduce Perestroika. Interpretato dall'attrice che interpreta Hannah.
- Padre Mormone - il fantoccio che rappresenta il papà della famiglia mormone nel diorama. Interpretato dall'attore che interpreta Joe.
- Madre Mormone - il fantoccio che rappresenta la mamma della famiglia mormone nel diorama. Interpretata dall'attrice che interpreta l'Angelo.
- Angeli - gli Angeli che Prior incontra nell'Aldilà: Europa (interpretato da Joe), Africanii (Harper), Oceania (Belize), Asiatica (Hannah), Australia (Louis), Antarctica (Roy).

## Produzioni
Il millennio si avvicina fu commissionato a Kushner dal Center Theatre Group del Mark Taper Forum di Los Angeles e il primo workshop della pièce fu messo in scena dalla compagnia nel maggio 1990. Il cast comprendeva: Stephen Spinella (Prior), Richard Frank (Roy), Jeffrey King (Joe), Lorri Holt (Harper), Harry Waters Jr (Belize), Jon Matthews (Louis), Ellen McLaughlin (Angelo) e Kathleen Chalfant (Hanna). La prima produzione completa de Il millennio si avvicina andò in scena l'anno successivo dall'Eureka Theatre Group di San Francisco, con la regia di David Esbjornson. Tornarono a recitare nel cast di San Francisco Spinella, McLaughlin, Chalfant e Walter Jr e a loro si aggiunsero John Bellucci (Roy), Michael Scott Ryan (Joe), Anne Derragh (Harper) e Michael Ornstein (Louis).
La prima europea avvenne al Royal National Theatre di Londra 23 gennaio 1992, con la regia di Declan Donnellan e un cast che annoverava: Henry Goodman (Cohn), Nick Reding (Joe), Felicity Montagu (Harper), Marcus D'Amico (Louis) e Sean Chapman (Prior). Il dramma rimase in scena circa un anno e vinse l'Evening Standard Award e il London Drama Critics Circle Award alla migliore opera teatrale; fu candidato anche a quattro Laurence Olivier Awards (miglior dramma, miglior regia per Donnellan, miglior attore per D'Amico, miglior attore non protagonista per Goodman), senza vincerne alcuno. Nel novembre del 1992, la produzione del National Theatre fu brevemente trasferita a Düsseldorf per l'Unione dei Teatri d'Europa.
Perestroika era ancora in fase di lavorazione mentre Il millennio si avvicina era già in scena a Londra: l'Eureka Theatre ne realizzò un primo workshop nel 1991, seguito nel maggio 1992 da un secondo al Mark Taper Forum. Infine, nel novembre 1992, Perestroika debuttò al Mark Taper Forum con la regia congiunta di Oskar Eustis e Tony Taccone. Dopo dodici mesi e numerose modifiche da parte di Kushner, la seconda parte di Angels in America debuttò al National Theatre di Londra, in repertorio con Il millennio si avvicina. Declan Donnellan curava ancora la regia e facevano parte del cast: David Schofield (Roy Cohn), Daniel Craig (Joe), Jason Isaacs (Louis), Stephen Dillane (Prior), Clare Holman (Harper) e Joseph Mydell (Belize). Perestroika fu candidato a due Olivier Awards, vincendo quello al miglior attore non protagonista per Joseph Mydell.
L'opera completa con entrambe le parti debuttò al Walter Kerr Theatre di Broadway nel 1993, con la regia di George C. Wolfe: dopo 21 anteprime, Il millennio si avvicina debuttò il 4 maggio e, dopo 26 anteprime, Perestroika debuttò il 23 novembre dello stesso anno, in repertorio con la prima parte. Entrambe le opere vinsero il Tony Award al miglior spettacolo, rispettivamente nel 1993 e nel 1994. Facevano parte del cast originale: Ron Leibman (Roy), Stephen Spinella (Prior), Kathleen Chalfant (Hanna), Marcia Gay Harden (Harper), Jeffrey Wright (Belize), Ellen McLaughlin (Angelo), David Marshall Grant (Joe) e Joe Mantello (Louis). Angels in America chiuse il 4 dicembre 1994: Il millennio si avvicina era rimasto in cartellone per 367 repliche, Perestroika per 216. Col passare dei mesi, altri attori di rilievo andarono a sostituire membri del cast originale, tra cui: F. Murray Abraham (Roy), Cynthia Nixon e Megan Gallagher (Harper), Cherry Jones (Angelo) e Dan Futterman (Louis).
La prima parte della pièce fu messa parzialmente in scena in Italia al Festival AstiTeatro di Asti il 1º luglio 1995, con la regia di Walter Mramor; il cast comprendeva Gianfranco Candia, Bed Cerchiai, Lorenzo Gioielli, Bedy Moratti, Antonio Piovanelli, Giannina Salvetti, Sabina Vannucchi e Stefano Viali. Nel 2007 il Teatro dell'Elfo di Milano mise in scena la prima integrale Italiana de Il Millennio si avvicina. La traduzione era di Mario Cervio Gualersi e la co-regia di Ferdinando Bruni, autore anche dei costumi, ed Elio De Capitani. De Capitani interpretò anche Roy Cohn e per la sua performance vinse il Premio Ubu al miglior attore non protagonista. Facevano parte del cast anche Ida Marinelli (Hannah), Cristina Crippa (Infermiera), Edoardo Ribatto (Prior), Sara Borsarelli (Angelo), Cristian Giammarini (Joe), Umberto Petranca (Louis), Elena Russo Arman (Harper) e Fabrizio Matteini (Belize); per la sua interpretazione, Matteini vinse il Premio Ubu al miglior under 30. Nel 2009 debuttò all'Elfo anche Perestroika, con lo stesso cast, e le due opere rimasero in scena in repertorio e poi portate in tournée nella stagione 2011/2012.
Nel 1994 Tony Kushner revisionò il copione di Perestroika per il tour statunitense e nuove modifiche vennero effettuate per la produzione dell'Off Broadway nel 2010, in scena al Signature Theatre di New York. Michael Greif curava la regia e facevano parte del cast Christian Borle (Prior), Zachary Quinto (Louis), Billy Porter (Belize), Bill Heck (Joe), Zoe Kazan (Harper), Robin Bartlett (Hannah), Frank Wood (Roy) e Robin Weigert (Angelo). La produzione vinse il Lucille Lortel Award al miglior revival. Allo scadere dei contratti dei protagonisti, gli attori furono sostituiti da: Michael Urie (Prior), Adam Driver (Louis), Keira Keeley (Harper), Sofia Jean Gomez (Angelo) e Robin Bertlett (Hannah).
Nel 2013 è andato in scena a Sydney, dal 1º giugno al 14 luglio al Belvoir St Theatre e fino al 27 luglio al Theatre Royal. Il cast era composto da Luke Mullins (Prior Waler), Marcus Graham (Roy Cohn), Ashley Zukerman (Joe Pitt), Amber McMahon (Harper Pitt), Robyn Nevin (Hannah Pitt), DeObia Oparei (Belize) e Paula Arundell (Angel). Nel settembre 2017 è andato in scena per quattro settimane a Melbourne con Helen Morse nel ruolo di Hannah.
Nel 2017, venticinque anni dopo il debutto de Il millennio si avvicina, il National Theatre di Londra ha messo in scena un revival della pièce. Diretto da Marianne Elliott, le due parti del dramma vanno in scena in repertorio da aprile a fine agosto, con un cast che comprende: Andrew Garfield (Prior), Nathan Lane (Roy), Denise Gough (Harper), Russell Tovey (Joe), Susan Brown (Hannah), James McArdle (Louis), Nathan Stewart-Jarrett (Belize), Amanda Lawrence (Angelo). Il revival è stato candidato a sei Laurence Olivier Awards, vincendone due al miglior revival e alla miglior attrice non protagonista per Denise Gough; Andrew Garfield ha vinto l'Evening Standard Award per la sua performance.
Dal marzo 2018 la produzione diretta da Marianne Elliott va in scena per 18 settimane al Neil Simon Theatre di Broadway, con debutto ufficiale il 25 marzo; tutto il cast del National Theatre torna a interpretare il proprio ruolo, con l'eccezione di Russell Tovey, sostituito da Lee Pace, e Beth Malone, che interpreta l'Angelo per una delle otto repliche settimanali da marzo a maggio, quando poi sostituisce definitivamente Amanda Lawrence nel ruolo. Il revival ha ottenuto undici candidature ai Tony Awards, più di ogni altra opera teatrale nella storia del premio. Alla cerimonia del 10 giugno, Angels vince i premi al miglior revival, miglior attore non protagonista (Lane) e al miglior attore protagonista (Garfield).
Dal 17 aprile al 22 luglio 2018 le due parti del dramma vanno in scena in repertorio al Berkeley Repertory Theatre di Berkeley per la regia di Tony Taccone. Stephen Spinella, l'originale Prior a Broadway, torna a recitare in Angels in America nel ruolo di Roy Cohn e accanto a lui nel cast anche Randy Harrison (Prior), Danny Binstock (Joe), Randy Danson (Angelo), Benjamin T. Ismail (Louis), Bethany Jillard (Harper), Carmen Roman (Hannah) e Bob the Drag Queen (Belize).
Nell'autunno del 2019 la produzione integrale in due parti co-diretta da Elio De Capitani e Ferdinando Bruni torna al Teatro dell'Elfo. De Capitani, Marinelli, Crippa e Borsarelli tornano a interpretare i ruoli già ricoperti un decennio prima, mentre i nuovi membri del cast comprendono Angelo Di Genio, Marco De Gaudio, Alessandro Lussiana, Giusto Cucchiarini e Giulia Viana.

## Premi

### Il millennio si avvicina

#### Londra, 1992
| Anno | Premio                            | Categoria                          | Nominato                | Risultato       |
| ---- | --------------------------------- | ---------------------------------- | ----------------------- | --------------- |
| 1993 | Laurence Olivier Award            | Migliore opera teatrale            | Migliore opera teatrale | Candidato/a     |
| 1993 | Laurence Olivier Award            | Miglior attore                     | Marcus D'Amico          | Candidato/a     |
| 1993 | Laurence Olivier Award            | Miglior attore non protagonista    | Henry Goodman           | Vincitore/trice |
| 1993 | Laurence Olivier Award            | Miglior regia di un'opera teatrale | Declan Donnellan        | Candidato/a     |
| 1993 | Evening Standard Award            | Migliore opera teatrale            | Migliore opera teatrale | Vincitore/trice |
| 1993 | London Drama Critics Circle Award | Migliore opera teatrale            | Migliore opera teatrale | Vincitore/trice |

#### Broadway, 1993
| Anno | Premio                         | Categoria                          | Nominato                           | Risultato       |
| ---- | ------------------------------ | ---------------------------------- | ---------------------------------- | --------------- |
| 1993 | Tony Award                     | Migliore opera teatrale            | Migliore opera teatrale            | Vincitore/trice |
| 1993 | Tony Award                     | Miglior attore protagonista        | Ron Leibman                        | Vincitore/trice |
| 1993 | Tony Award                     | Miglior attore non protagonista    | Stephen Spinella                   | Vincitore/trice |
| 1993 | Tony Award                     | Miglior attore non protagonista    | Joe Mantello                       | Candidato/a     |
| 1993 | Tony Award                     | Miglior attrice non protagonista   | Marcia Gay Harden                  | Candidato/a     |
| 1993 | Tony Award                     | Miglior attrice non protagonista   | Kathleen Chalfant                  | Candidato/a     |
| 1993 | Tony Award                     | Miglior regia di un'opera teatrale | George C. Wolfe                    | Vincitore/trice |
| 1993 | Tony Award                     | Miglior lighting design            | Jules Fisher                       | Candidato/a     |
| 1993 | Tony Award                     | Miglior scenografia                | Robin Wagner                       | Candidato/a     |
| 1993 | Premio Pulitzer                | Migliore opera teatrale            | Migliore opera teatrale            | Vincitore/trice |
| 1993 | Drama Desk Award               | Migliore opera teatrale            | Migliore opera teatrale            | Vincitore/trice |
| 1993 | Drama Desk Award               | Miglior attore protagonista        | Ron Leibman                        | Vincitore/trice |
| 1993 | Drama Desk Award               | Miglior attore non protagonista    | Stephen Spinella                   | Vincitore/trice |
| 1993 | Drama Desk Award               | Miglior attore non protagonista    | Joe Mantello                       | Vincitore/trice |
| 1993 | Drama Desk Award               | Miglior attore non protagonista    | David Marshall Grant               | Candidato/a     |
| 1993 | Drama Desk Award               | Miglior attrice non protagonista   | Marcia Gay Harden                  | Candidato/a     |
| 1993 | Drama Desk Award               | Miglior attrice non protagonista   | Kathleen Chalfant                  | Candidato/a     |
| 1993 | Drama Desk Award               | Miglior regia di un'opera teatrale | George C. Wolfe                    | Vincitore/trice |
| 1993 | Drama Desk Award               | Miglior lighting design            | Jules Fisher                       | Candidato/a     |
| 1993 | New York Drama Critics' Circle | Migliore opera teatrale            | Migliore opera teatrale            | Vincitore/trice |
| 1993 | Outer Critics Circle Award     | Migliore opera teatrale a Broadway | Migliore opera teatrale a Broadway | Vincitore/trice |
| 1993 | Outer Critics Circle Award     | Miglior debuttante                 | Jeffrey Wright                     | Vincitore/trice |
| 1993 | Theatre World Award            | Miglior debuttante                 | Marcia Gay Harden                  | Vincitore/trice |
| 1993 | Theatre World Award            | Miglior debuttante                 | Stephen Spinella                   | Vincitore/trice |
| 1993 | Clarence Derwent Award         | Miglior attore esordiente          | Joe Mantello                       | Vincitore/trice |

#### Milano, 2007
| Anno | Premio     | Categoria                       | Nominato         | Risultato       |
| ---- | ---------- | ------------------------------- | ---------------- | --------------- |
| 2007 | Premio Ubu | Miglior attore non protagonista | Elio De Capitani | Vincitore/trice |
| 2007 | Premio Ubu | Miglior attore under 30         | Umberto Petranca | Vincitore/trice |

### Perestroika

#### Broadway, 1994
| Anno | Premio                         | Categoria                          | Nominato                           | Risultato       |
| ---- | ------------------------------ | ---------------------------------- | ---------------------------------- | --------------- |
| 1994 | Tony Award                     | Migliore opera teatrale            | Migliore opera teatrale            | Vincitore/trice |
| 1994 | Tony Award                     | Miglior attore protagonista        | Stephen Spinella                   | Vincitore/trice |
| 1994 | Tony Award                     | Miglior attore non protagonista    | Jeffrey Wright                     | Vincitore/trice |
| 1994 | Tony Award                     | Miglior attore non protagonista    | David Marshall Grant               | Candidato/a     |
| 1994 | Tony Award                     | Miglior regia di un'opera teatrale | George C. Wolfe                    | Vincitore/trice |
| 1994 | Tony Award                     | Miglior lighting design            | Jules Fisher                       | Candidato/a     |
| 1994 | Drama Desk Award               | Migliore opera teatrale            | Migliore opera teatrale            | Vincitore/trice |
| 1994 | Drama Desk Award               | Miglior attore protagonista        | Stephen Spinella                   | Vincitore/trice |
| 1994 | Drama Desk Award               | Miglior attrice protagonista       | Kathleen Chalfant                  | Candidato/a     |
| 1994 | Drama Desk Award               | Miglior attore non protagonista    | Jeffrey Wright                     | Vincitore/trice |
| 1994 | Drama Desk Award               | Miglior attore non protagonista    | Ron Leibman                        | Candidato/a     |
| 1994 | Drama Desk Award               | Miglior attrice non protagonista   | Marcia Gay Harden                  | Candidato/a     |
| 1994 | Drama Desk Award               | Miglior attore protagonista        | Stephen Spinella                   | Vincitore/trice |
| 1994 | Drama Desk Award               | Miglior attrice protagonista       | Kathleen Chalfant                  | Candidato/a     |
| 1994 | Drama Desk Award               | Miglior attore non protagonista    | Jeffrey Wright                     | Vincitore/trice |
| 1994 | New York Drama Critics' Circle | Migliore opera teatrale            | Migliore opera teatrale            | Vincitore/trice |
| 1994 | Outer Critics Circle Award     | Miglior regia                      | George C. Wolfe                    | Vincitore/trice |
| 1994 | Outer Critics Circle Award     | Migliore opera teatrale a Broadway | Migliore opera teatrale a Broadway | Vincitore/trice |

#### Londra, 1994
| Anno | Premio                 | Categoria                       | Nominato                | Risultato       |
| ---- | ---------------------- | ------------------------------- | ----------------------- | --------------- |
| 1994 | Laurence Olivier Award | Migliore opera teatrale         | Migliore opera teatrale | Candidato/a     |
| 1994 | Laurence Olivier Award | Miglior attore non protagonista | Joseph Mydell           | Vincitore/trice |

### Londra, 2017
| Anno | Premio                 | Categoria                        | Nominato         | Risultato       |
| ---- | ---------------------- | -------------------------------- | ---------------- | --------------- |
| 2017 | Evening Standard Award | Miglior attore                   | Andrew Garfield  | Vincitore/trice |
| 2018 | Laurence Olivier Award | Miglior revival                  | Miglior revival  | Vincitore/trice |
| 2018 | Laurence Olivier Award | Miglior regia                    | Marianne Elliott | Candidato/a     |
| 2018 | Laurence Olivier Award | Miglior attore                   | Andrew Garfield  | Candidato/a     |
| 2018 | Laurence Olivier Award | Miglior attore non protagonista  | James McArdle    | Candidato/a     |
| 2018 | Laurence Olivier Award | Miglior attrice non protagonista | Denise Gough     | Vincitore/trice |
| 2018 | Laurence Olivier Award | Miglior disegno luci             | Paule Constable  | Candidato/a     |

### Broadway, 2018
| Anno | Premio                     | Categoria                                                           | Nominato                                                            | Risultato       |
| ---- | -------------------------- | ------------------------------------------------------------------- | ------------------------------------------------------------------- | --------------- |
| 2018 | Tony Award                 | Miglior revival di un'opera teatrale                                | Miglior revival di un'opera teatrale                                | Vincitore/trice |
| 2018 | Tony Award                 | Miglior attore protagonista                                         | Andrew Garfield                                                     | Vincitore/trice |
| 2018 | Tony Award                 | Miglior attore non protagonista                                     | Nathan Lane                                                         | Vincitore/trice |
| 2018 | Tony Award                 | Miglior attrice non protagonista                                    | Susan Brown                                                         | Candidato/a     |
| 2018 | Tony Award                 | Miglior attrice non protagonista                                    | Denise Gough                                                        | Candidato/a     |
| 2018 | Tony Award                 | Migliore colonna sonora originale                                   | Adrian Sutton                                                       | Candidato/a     |
| 2018 | Tony Award                 | Miglior scenografia                                                 | Ian MacNeil & Edward Pierce                                         | Candidato/a     |
| 2018 | Tony Award                 | Migliori costumi                                                    | Nicky Gillibrand                                                    | Candidato/a     |
| 2018 | Tony Award                 | Miglior disegno luci                                                | Paule Constable                                                     | Candidato/a     |
| 2018 | Tony Award                 | Miglior sound design di un'opera teatrale                           | Ian Dickinson                                                       | Candidato/a     |
| 2018 | Tony Award                 | Miglior regia di un'opera teatrale                                  | Marianne Elliott                                                    | Candidato/a     |
| 2018 | Drama Desk Award           | Miglior revival                                                     | Miglior revival                                                     | Vincitore/trice |
| 2018 | Drama Desk Award           | Miglior attore in un'opera teatrale                                 | Andrew Garfield                                                     | Vincitore/trice |
| 2018 | Drama Desk Award           | Miglior attore in un'opera teatrale                                 | James McArdle                                                       | Candidato/a     |
| 2018 | Drama Desk Award           | Miglior attore non protagonista in un'opera teatrale                | Nathan Lane                                                         | Vincitore/trice |
| 2018 | Drama Desk Award           | Miglior regia                                                       | Marianne Elliott                                                    | Candidato/a     |
| 2018 | Drama Desk Award           | Miglior puppet design                                               | Finn Caldwell & Nick Barnes                                         | Candidato/a     |
| 2018 | Drama Desk Award           | Miglior colonna sonora di un'opera teatrale                         | Adrian Sutton                                                       | Candidato/a     |
| 2018 | Outer Critics Circle Award | Miglior revival di un'opera teatrale                                | Miglior revival di un'opera teatrale                                | Vincitore/trice |
| 2018 | Outer Critics Circle Award | Miglior attore in un'opera teatrale                                 | Andrew Garfield                                                     | Vincitore/trice |
| 2018 | Outer Critics Circle Award | Miglior attore non protagonista in un'opera teatrale                | Nathan Lane                                                         | Vincitore/trice |
| 2018 | Outer Critics Circle Award | Miglior attrice non protagonista in un'opera teatrale               | Denise Gough                                                        | Candidato/a     |
| 2018 | Outer Critics Circle Award | Miglior regia di un'opera teatrale                                  | Marianne Elliott                                                    | Candidato/a     |
| 2018 | Outer Critics Circle Award | Miglior disegno luci                                                | Paule Constable                                                     | Candidato/a     |
| 2018 | Drama League Award         | Miglior revival di un'opera teatrale a Broadway o nell'Off-Broadway | Miglior revival di un'opera teatrale a Broadway o nell'Off-Broadway | Vincitore/trice |
| 2018 | Drama League Award         | Miglior attore                                                      | Andrew Garfield                                                     | Candidato/a     |
| 2018 | Drama League Award         | Miglior attore                                                      | James McArdle                                                       | Candidato/a     |
| 2018 | Theatre World Award        | Miglior esordiente                                                  | James McArdle                                                       | Vincitore/trice |
| 2018 | Theatre World Award        | Miglior esordiente                                                  | Denise Gough                                                        | Vincitore/trice |